# Chapeuzinho Amarelo
Chapeuzinho Amarelo é uma obra de Chico Buarque de 1970.

Um clássico da literatura infantil brasileira, Chapeuzinho Amarelo de Chico Buarque de Hollanda, foi publicado em 1970, e relançada em 1979 com as ilustrações do grande chargista Ziraldo. Foi condecorada com o selo Altamente Recomendável para Crianças da Fundação Nacional do livro infantil e Juvenil (FNLIJ), em 1979 e ganhou o prêmio Jabuti da Câmara Brasileira do Livro (CBL), em 1998.

## Peça de teatro
Nos dias 4 e 5 de setembro de 2010, o musical infantil “Amarelinha”, inspirado na obra de Chico Buarque de Holanda, é o primeiro texto para teatro do poeta caruaruense Demóstenes Félix mais conhecido pelos projetos Bebendo Poesia e Os Poetas de Quinta. A peça conta a história de uma menina que tinha medo de tudo, deixando de viver em função deles. Seus amigos decidem mostrar a ela que a vida pode ser bem melhor se vencermos nossos medos e, para isso, eles inventam um joguinho de palavras (Anagrama).